# Can Rodona
Can Rodona és un monument protegit com a bé cultural d'interès local del municipi de Calella (Maresme).

## Descripció
És un edifici de tres pisos: planta baixa, pis i golfes; la casa, en estructura, té tres cossos paral·lels a la façana de la porta principal. La teulada és a dues vessants, però amb el frontó a la façana de la porta principal. La teulada és a dues vessants, però amb el frontó a la façana lateral i la porta principal a la façana que sustenta la teulada. Conserva el portal rodó adovellat (concretament, amb 20 dovelles) i finestres amb decoració gòtica. La finestra principal, damunt el portal, és més gran i té la llinda horitzontal de pedra i rodeja de motllura. Les altres dues són amb decoració gòtica, sense columneta que la parteixi, i amb els capitells adherits a la llinda. L'obra és de pedra en forma de carreus.

## Història
La planta baixa de la casa sofrí transformacions per adaptar-la com a botiga. Avui, aquest servei no funciona. La casa ha quedat quasi imperceptible degut als edificis construïts al voltant.